# Sanica
Sanica är en ort i Bosnien och Hercegovina.   Den ligger i entiteten Federationen Bosnien och Hercegovina, i den västra delen av landet, 160 km nordväst om huvudstaden Sarajevo. Sanica ligger 204 meter över havet och antalet invånare är 5 666.
Terrängen runt Sanica är huvudsakligen kuperad, men västerut är den bergig. Sanica ligger nere i en dal. Närmaste större samhälle är Sanski Most, 17,1 km norr om Sanica. 
I omgivningarna runt Sanica växer i huvudsak lövfällande lövskog. Runt Sanica är det ganska tätbefolkat, med 93 invånare per kvadratkilometer.